# Sessenheim
Sessenheim là một xã trong vùng Grand Est, thuộc tỉnh Bas-Rhin, quận Haguenau (quận), tổng Bischwiller. Tọa độ địa lý của xã là 48° 47' vĩ độ bắc, 07° 59' kinh độ đông. Sessenheim nằm trên độ cao trung bình là 120 mét trên mặt nước biển, có độ cao thấp nhất là 118 mét và độ cao nhất là 122 mét. Xã có diện tích 9,18 km², dân số vào thời điểm 1999 là 1783 người; mật độ dân số là 194 người/km². Sessenheim nằm khoảng 40 km đông bắc của Strasbourg.
Thị trấn nổi tiếng là nhờ vào Friederike Brion, con gái của một mục sư, là người yêu của Goethe và vì thế đã trở thành nơi hành hương của những người hâm mộ Goethe.

## Thông tin nhân khẩu
| 1962  | 1968  | 1975  | 1982  | 1990  | 1999  |
| ----- | ----- | ----- | ----- | ----- | ----- |
| 1 213 | 1 301 | 1 482 | 1 530 | 1 542 | 1 783 |